# Dénis Martins
Dénis Pinho Martins (sinh ngày 30 tháng 6 năm 1997) là một cầu thủ bóng đá người Bồ Đào Nha thi đấu cho Vilafranquense, ở vị trí hậu vệ.

## Sự nghiệp bóng đá
Vào ngày 15 tháng 8 năm 2015, Martins có màn ra mắt cho Vitória Guimarães B trong trận đấu tại Giải bóng đá hạng nhất quốc gia Bồ Đào Nha 2015–16 trước Oriental.